# کلیپر سیتی (قایق دو دگلی)
کلیپر سیتی (قایق دو دگلی) (به انگلیسی: Clipper City (schooner)) یک کشتی است که طول آن ۱۵۸ فوت (۴۸ متر) و ارتفاع آن ۱۳۵ فوت (۴۱ متر) می‌باشد.